# Spielzeughersteller
Der Spielzeughersteller ist ein staatlich anerkannter Ausbildungsberuf nach dem Berufsbildungsgesetz.

## Ausbildungsdauer und Struktur
Die Ausbildungsdauer zum Spielzeughersteller beträgt in der Regel drei Jahre. Die Ausbildung erfolgt an den Lernorten Betrieb und Berufsschule.

## Arbeitsgebiete
Spielzeughersteller stellen aus Holz und Kunststoff verschiedenartiges Spielzeug wie Puppen, Plüschtiere, Holzspielzeug u. ä. her.
Sie richten die erforderlichen Maschinen und Anlagen ein, bedienen und warten sie. Die so hergestellten Rohteile werden durch Bemalen, Bedrucken, Farbspritzen und Prägen mit Farbe gestaltet. Spielzeughersteller führen Hand- und Maschinennäharbeiten aus, montieren Baugruppen durch Kleben, Schrauben und Nageln zu Spielzeug.
Sie bringen Effekt- und Bewegungsmechanismen an, füllen und stopfen Hohlkörper, setzen Augen ein und befestigen Haare an Puppen u. ä. Zu ihren Aufgaben gehört auch die Arbeitsvorbereitung und Qualitätssicherung.

## Berufsschule
In Deutschland gibt es eine einzige Berufsschule, die Staatliche Berufsbildende Schule in Sonneberg (Thüringen).

## Entwicklung
Wurden 1999 noch neun Ausbildungsverträge registriert, sank die Zahl im Jahr 2006 auf drei Ausbildungsverträge.

## Verwandte Berufe
- Holzspielzeugmacher
- Biologiemodellmacher